# Gerbillus nancillus
Gerbillus nancillus (суданська піщанка) — поширена переважно в центральному Судані. Це вид піщаних до піщано-глинистих ґрунтів, перелогів і полів.

## Опис
Дрібний гризун з довжиною голови і тулуба від 55 до 69 мм, довжиною хвоста від 76 до 89 мм, довжиною стопи від 15 до 18 мм, довжиною вуха від 10 до 11,5 мм і вагою до 10,6 г. Спинна частина варіюється від пісочного до оранжево-коричневого кольору з сірою основою волосся, боки світліші, а черевні частини та кінцівки білі. Лінія поділу по боках чітка. Є темніші кільця навколо очей і біла пляма на задній основі кожного вуха. Хвіст довший за голову й тулуб, такого ж кольору, як спина зверху, білий знизу і з пучком довгих волосків на кінці. Каріотип 2n=56 FNa=54.

## Спосіб життя
Це наземний вид. Самиця з чотирма ембріонами була спіймана в Нігері в червні.